# Pawieleckaja (stacja metra na linii Kolcewaja)
Pawieleckaja (ros. Павелецкая) – stacja metra w Moskwie, na linii Kolcewej. Nazwa pochodzi od Dworca Paweleckiego. Stacja została otwarta 1 stycznia 1950.
Stacja jest połączona ze stacją o tej samej nazwie na linii Zamoskworieckiej.